# Hermann IV. (Baden)
Markgraf Hermann IV. von Baden (* um 1135; im Jahre 1152 ist er zuerst mit seinem Vater erwähnt; † 13. September 1190 bei Antiochia am Orontes) war Titular-Markgraf von Verona und Markgraf von Baden seit 1160.

## Leben
Des Weiteren hatte er Grafen- und Vogteirechte im Breisgau und in der Ortenau inne. Er ist der Sohn von Hermann III., Markgraf von Baden und der Bertha. Verheiratet war Hermann IV. seit etwa 1162 mit Bertha († 24. Februar 1169), Tochter eines Pfalzgrafen von Tübingen.
Gemeinsam mit Kaiser Friedrich I. Barbarossa nahm er an der Belagerung und Zerstörung von Mailand teil. In den Jahren 1176 bis 1178 unternahm er mit dem Kaiser Feldzüge in Italien und war 1176 Teilnehmer an der Schlacht von Legnano. 1183 war er Garant im Konstanzer Frieden, bei dem die lombardischen Städte ihre Unabhängigkeit erhielten.
Hermann IV. nahm an der Seite des Kaisers am Dritten Kreuzzug teil. Dabei starb er 1190 im Heiligen Land in der Nähe der Stadt Antiochia vermutlich an der Pest.

## Nachkommen
- Hermann V., Markgraf von Baden († 16. Januar 1243)
- Heinrich I., Markgraf von Baden-Hachberg († 2. Juli 1231) ⚭ Agnes
- Friedrich (* um 1167; † 1217 gefallen), Mitregent
- Jutta
- Bertha
- Gertrud († vor 1225) ⚭ Albrecht II., Graf von Egisheim und Dagsburg († 1211)

Siehe auch:
- Stammliste des Hauses Baden